# Acanthinae
Sous-tribu
Les Acanthinae sont une sous-tribu de plantes à fleurs de la famille des Acanthaceae, de la sous-famille des Acanthoideae et de la tribu des Acantheae.
Le genre type est Acanthus.

## Liste des genres
- Acanthopsis
- Acanthus
- Blepharis
- Crossandra
- Crossandrella
- Cynarospermum
- Sclerochiton
- Streptosiphon
- Xantheranthemum

## Publication originale
- Nees von Esenbeck C.G.D., in Wallich N., 1832. Plantae Asiaticae Rariores 3: 76.